# Asteralobia spiraeae
Asteralobia spiraeae är en tvåvingeart som beskrevs av Fedotova 2002. Asteralobia spiraeae ingår i släktet Asteralobia och familjen gallmyggor. Inga underarter finns listade i Catalogue of Life.